# Enggano-Zwergohreule
Die Enggano-Zwergohreule (Otus enganensis), oder auch kurz Engganoeule, ist eine Eulenart aus der Gattung der Zwergohreulen. 

## Beschreibung
Die sehr kleine Eule erreicht eine Länge von 18 bis 20 Zentimetern. Das Gefieder ist oben dunkel rotbraun bis olivbraun mit undeutlichem Nackenband und einem hellen Schulterband. Die Unterseite ist gelblich bis rötlich braun mit schwarzen Schaftstrichen. Die Augen sind gelb, die Federohren gelbbraun und ziemlich lang, der Schnabel ist bläulich hornfarben. Die Beine sind bis zum Ansatz der bläulich grauen Zehen befiedert, die Krallen dunkel hornfarben.

## Lebensweise
Sie bewohnt Wälder und Gehölze, wo sie vermutlich vorwiegend von Insekten lebt. Die Stimme ist kaum bekannt.

## Verbreitung
Die Art lebt endemisch auf der Insel Enggano vor der Südwestküste Sumatras.